# Rhododendron hemsleyanum
Rhododendron hemsleyanum är en ljungväxtart som beskrevs av Ernest Henry Wilson. Rhododendron hemsleyanum ingår i släktet rododendron, och familjen ljungväxter. Utöver nominatformen finns också underarten R. h. chengianum.

## Bildgalleri

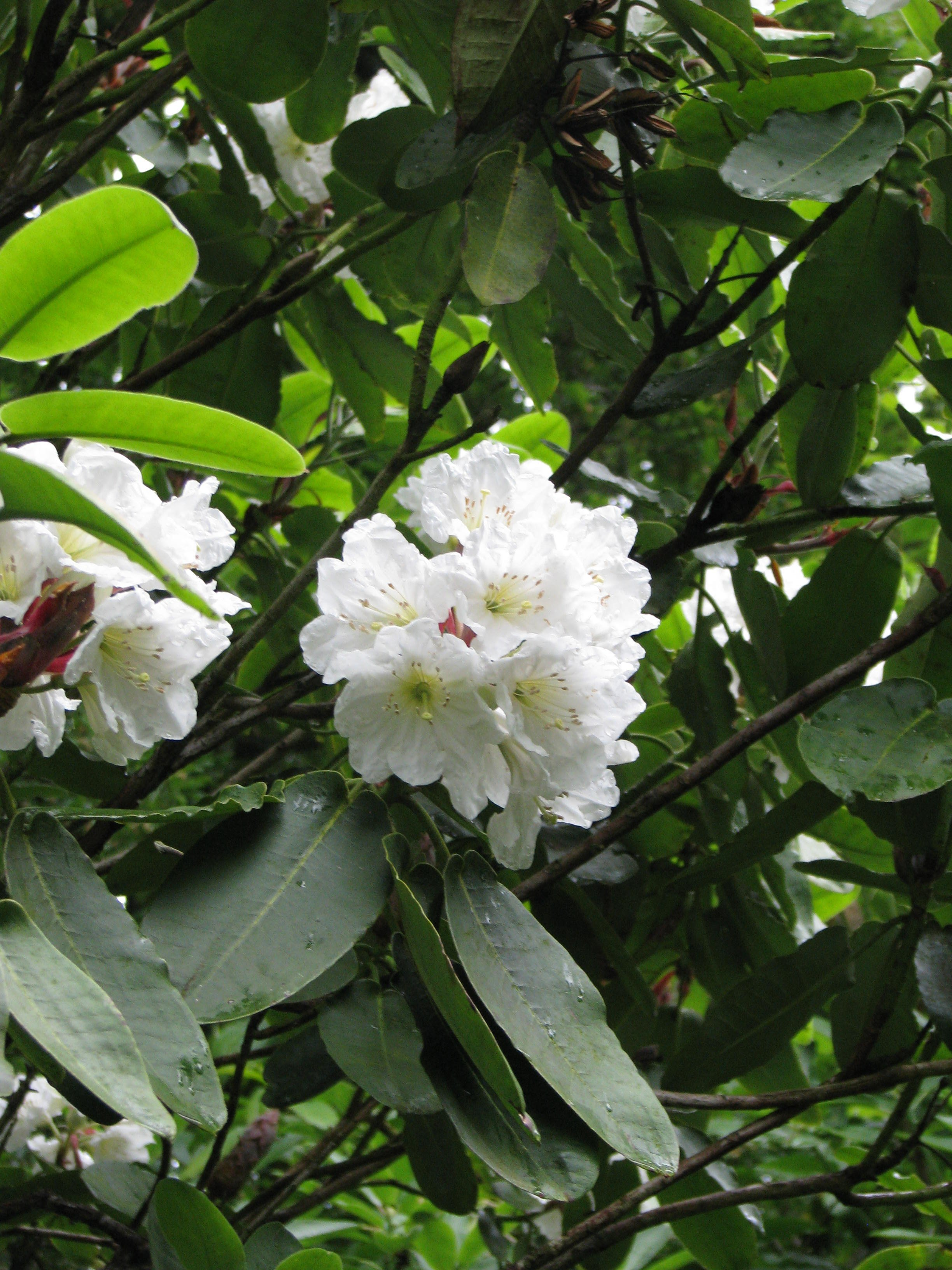
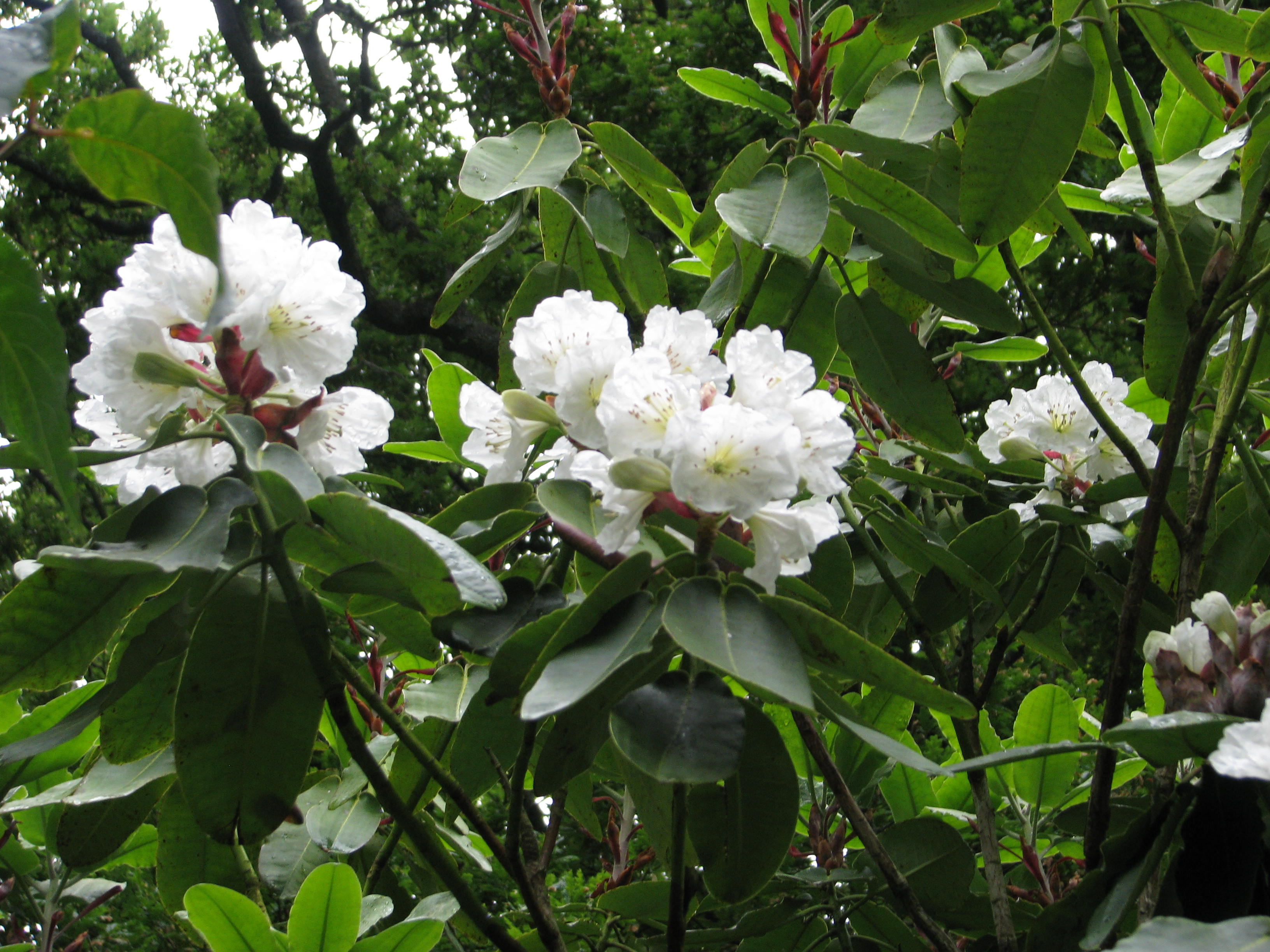
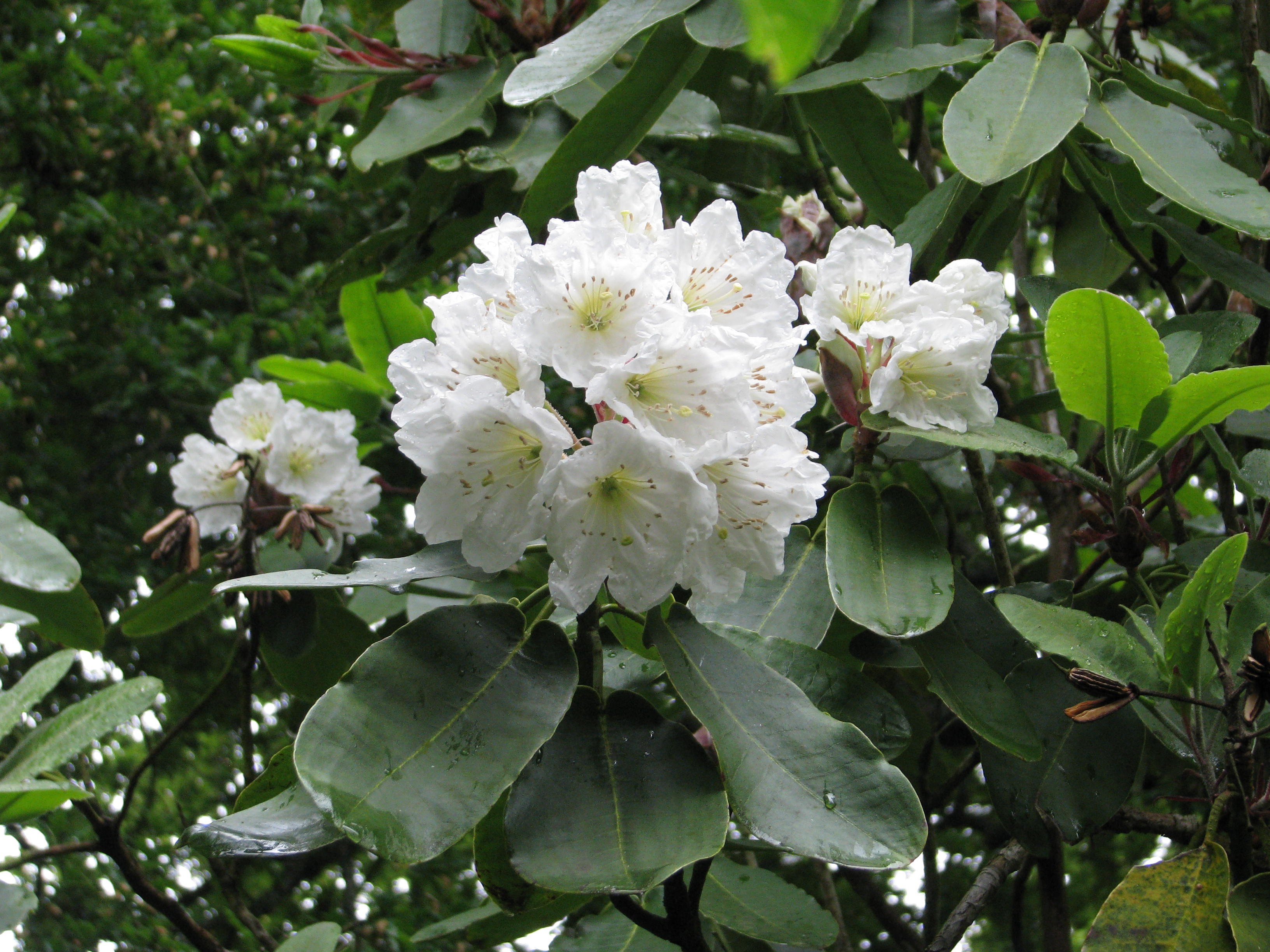